# Nodobryoria abbreviata
Nodobryoria abbreviata är en lavart som först beskrevs av Johannes Müller Argoviensis, och fick sitt nu gällande namn av Common & Brodo. Nodobryoria abbreviata ingår i släktet Nodobryoria och familjen Parmeliaceae.   Inga underarter finns listade i Catalogue of Life.